# В'язень (серіал, 2021)
«В'язень» (тур. Mahkum) — турецький телесеріал 2021 року у жанрі драми, бойовика та створений компанією MF Yapım. В головних ролях — Онур Туна, Ісмаїл Хаджиоглу, Меліке Іпек Ялова, Хаял Кьосеоглу, Хакан Карсак.
Перша серія вийшла в ефір 14 грудня 2021 року. Перший сезон завершився 24-м епізодом, який вийшов у ефір 2 червня 2022 року.
Серіал продовжений на 2 сезон, який вийшов у ефір 15 вересня 2022 року.
Серіал має 2 сезони. Завершився 31-м епізодом, який вийшов у ефір 29 жовтня 2022 року.
Режисер серіалу — Волкан Кокатурк, Озгюр Севімлі.
Сценарист серіалу — Уграш Гюнеш.
Серіал є адаптацією південнокорейської драми 2017 року «Невинний підсудний».

## Сюжет
Прокурор Фірат Булут трепетно ставиться до своєї роботи. Його неможливо підкупити чи залякати, йому закон і власне сумління понад усе. Одного ранку він прокидається у тюремній камері і дізнається, що є підозрюваним. Його звинувачують у вбивстві, і тепер він повинен довести свою невинуватість. Ситуація ускладнюється тим, що Булут втратив пам'ять, і останні кілька днів просто зникли з його життя. Тепер колишній прокурор усіма силами намагається відновити своє ім'я та довести власну невинуватість.

## Актори та ролі
| Актор              | Роль                 |
| ------------------ | -------------------- |
| Онур Туна          | Фірат Булут          |
| Ісмаїл Хаджиоглу   | Бариш Єсарі          |
| Меліке Іпек Ялова  | Буге Єсарі           |
| Хаял Кьосеоглу     | Саша Доган           |
| Хакан Карсак       | Хачі Алагоз          |
| Хакан Салінміш     | Бейбаба              |
| Тугай Мерджан      | Паша Йилдіз          |
| Мухаррем Тюрксевен | Камбер Шен           |
| Фуркан Калабалік   | Бекір                |
| Мехмет Улай        | Захіт Єсарі          |
| Бурджу Каврар      | Джейда               |
| Мурат Шахан        | Муджахіт             |
| Емре Озджан        | Рафі                 |
| Джансу Фиринджи    | Асаф Омер Гедіклі    |
| Ількер Ягіз Уйсал  | Захіт Джан Йесарі    |
| Аля Суде Мазак     | Назлі Булут          |
| Енгін Акюрек       | Мехмет               |
| Джем Емюлер        | доктор               |
| Талат Булут        | Синьор (Ефкан Даглі) |
| Деніз Болишик      | Елден                |
| Аніл Ільтер        | Тахір Терзі          |
| Ніхал Г. Колдаш    | Томріс Єсарі         |
| Гульчин Хатіхан    | Назан Шен            |
| Серай Кая          | Джемре Уйсал / Єсарі |
| Бюлент Сейран      | Юрдаер Челік         |
| Фатіх Докгоз       | Садулла Анзерлі      |

## Сезони
| Сезон | Епізоди | Епізоди | Оригінальний показ | Оригінальний показ | Оригінальний показ |
| Сезон | Епізоди | Епізоди | Перший показ       | Останній показ     | Мережа             |
| ----- | ------- | ------- | ------------------ | ------------------ | ------------------ |
| 1     | 24      | 24      | 14 грудня 2021     | 2 червня 2022      | FOX                |
| 2     | 7       | 7       | 15 вересня 2022    | 29 жовтня 2022     | FOX                |

## Рейтинги серій
| Сезон 1 (2021) | Сезон 1 (2021)  | Сезон 1 (2021) | Сезон 1 (2021) | Сезон 2 (2022) | Сезон 2 (2022)  | Сезон 2 (2022) | Сезон 2 (2022) |
| Серія          | Рейтинг (TOTAL) | Рейтинг (AB)   | Рейтинг (ABC1) | Серія          | Рейтинг (TOTAL) | Рейтинг (AB)   | Рейтинг (ABC1) |
| -------------- | --------------- | -------------- | -------------- | -------------- | --------------- | -------------- | -------------- |
| 1.             | 6.36            | 6.16           | 7.00           | 25.            | 3.57            | 3.24           | 3.45           |
| 2.             | 6.22            | 6.94           | 7.07           | 26.            | 2.71            | 3.18           | 2.80           |
| 3.             | 7.36            | 6.67           | 8.27           | 27.            | 2.97            | 2.28           | 2.39           |
| 4.             | 7.82            | 8.76           | 8.46           | 28.            | 2.48            | 1.88           | 1.94           |
| 5.             | 11.17           | 11.24          | 11.73          | 29.            | 2.42            | 1.91           | 1.84           |
| 6.             | 9.39            | 9.99           | 10.18          | 30.            | 2.78            | 2.75           | 2.35           |
| 7.             | 9.38            | 9.49           | 9.94           | 31. (фінал)    | 2.38            | 2.11           | 2.16           |
| 8.             | 10.46           | 9.75           | 10.06          |                |                 |                |                |
| 9.             | 9.30            | 10.08          | 10.57          |                |                 |                |                |
| 10.            | 9.01            | 8.70           | 9.36           |                |                 |                |                |
| 11.            | 8.79            | 8.27           | 9.02           |                |                 |                |                |
| 12.            | 8.60            | 8.19           | 8.45           |                |                 |                |                |
| 13.            | 8.58            | 8.21           | 8.38           |                |                 |                |                |
| 14.            | 7.28            | 6.07           | 7.12           |                |                 |                |                |
| 15.            | 7.52            | 7.76           | 7.61           |                |                 |                |                |
| 16.            | 6.15            | 5.45           | 5.63           |                |                 |                |                |
| 17.            | 6.40            | 6.07           | 6.01           |                |                 |                |                |
| 18.            | 6.25            | 5.81           | 5.98           |                |                 |                |                |
| 19.            | 5.33            | 4.50           | 4.82           |                |                 |                |                |
| 20.            | 6.78            | 5.72           | 6.27           |                |                 |                |                |
| 21.            | 5.73            | 4.93           | 5.27           |                |                 |                |                |
| 22.            | 5.58            | 5.22           | 4.82           |                |                 |                |                |
| 23.            | 5.40            | 4.98           | 5.07           |                |                 |                |                |
| 24.            | 4.57            | 4.03           | 4.52           |                |                 |                |                |

## Нагороди
| Рік  | Премія                       | Категорія                         | Номінант       | Результат |
| ---- | ---------------------------- | --------------------------------- | -------------- | --------- |
| 2022 | 48. Премія «Золотий метелик» | Найкращий дитячий актор / акторка | Аля Суде Мазак | Номінація |